# William Goldman
William Goldman (Highland Park, Illinois, 1931. augusztus 12. – New York-Manhattan, 2018. november 16.) amerikai író, forgatókönyvíró.

## Műveinek filmadaptációi
- Soldier in the Rain (1963)
- Masquerade (1965)
- Célpontban (Harper) (1966)
- No Way to Treat a Lady (1968)
- Butch Cassidy és a Sundance kölyök (Butch Cassidy and the Sundance Kid) (1969)
- A nagy balfogás (The Hot Rock) (1972)
- A stepfordi feleségek (The Stepford Wives) (1975)
- A nagy Waldo Pepper (The Great Waldo Pepper) (1975)
- Az elnök emberei (All the President's Men) (1976)
- Maraton életre-halálra (Marathon Man) (1976)
- A híd túl messze van (A Bridge Too Far) (1977)
- A mágus (Magic) (1978)
- Mr. Horn (1979, tv-film)
- Butch és Sundance – A korai idők (Butch and Sundance: The Early Days) (1979)
- A Las Vegasi zsaru (Heat) (1986)
- A herceg menyasszonya (The Princess Bride) (1987)
- Tortúra (Misery) (1990)
- Semmit a szemnek (Memoirs of an Invisible Man) (1992)
- Az üstökös éve (Year of the Comet) (1992)
- Chaplin (1992)
- Maverick (1994)
- Siralomház (The Chamber) (1996)
- Ragadozók (The Ghost and the Darkness) (1996)
- Da Vinci (1996, rövidfilm)
- Fészkes fenevadak (Fierce Creatures) (1997)
- Államérdek (Absolute Power) (1997)
- A tábornok lánya (The General's Daughter) (1999)
- Atlantisz gyermekei (Hearts in Atlantis) (2001)
- Álomcsapda (Dreamcatcher) (2003)
- The Princess Bride (2012, rövidfilm)
- Joker (Wild Card) (2015)

## Magyarul
- Maraton életre-halálra; ford. Wertheimer Gábor; Montázs, Bp., 1992 (Híres filmek – híres könyvek)
- A herceg menyasszonya  S. Morgenstern klasszikus meséje az igaz szerelemről és fantasztikus kalandokról  "jó részek" verzió; ifjúsági átdolg. William Goldman, ford., utószó Horváth András; SHL Hungary Kft., Bp., 1999
- Mit is hazudtam? Egy hollywoodi filmíró tapasztalatai; ford., jegyz. Upor László; Európa, Bp., 2002
- Fivérek; ford. Upor László; Európa, Bp., 2004

## Díjai
- Oscar-díj a legjobb eredeti forgatókönyvnek (1969, Butch Cassidy és a Sundance kölyök)
- Oscar-díj a legjobb adaptált forgatókönyvnek (1976, Az elnök emberei)